# Ramphotyphlops lorenzi
Ramphotyphlops lorenzi es una especie de serpientes de la familia Typhlopidae.

## Distribución geográfica
Es endémica de la isla Miang Besar, junto a Borneo (Indonesia).